# Músculo abductor largo del pulgar
El abductor largo del pulgar (abductor pollicis longus), también llamado separador largo del pulgar es un músculo que se encuentra en el plano profundo de la región posterior del antebrazo, inmediatamente por debajo del músculo supinador.

## Origen e inserción
El abductor largo del pulgar se origina en la cara dorsal (posterior) del hueso cúbito, más abajo de la inserción del músculo ancóneo, en la membrana interósea y en el tercio medio de la superficie dorsal del cuerpo del radio. Desde su origen, pasa oblicuamente hacia abajo y hacia afuera, terminando en un tendón, el cual corre por una ranura en el parte lateral del extremo distal del radio, acompañado por el tendón del extensor corto del pulgar, para terminar insertándose en el lado externo del primer hueso metacarpiano.
Ocasionalmente produce dos haces cerca de su inserción final, una que termina en el trapecio y la otra que se fusiona con el origen del músculo abductor corto del pulgar.

## Inervación e irrigación
Es inervado por la rama posterior del nervio radial, llamada nervio interóseo posterior. La irrigación sanguínea es llevada por la arteria interósea posterior, el cual es prolongación de la arteria interósea común, rama de la arteria cubital.

## Función
La acción principal del abductor largo del pulgar es llevar el pulgar lateralmente desde la palma de la mano, es decir, la abducción del pulgar. Al continuar su acción permite también la extensión y abducción de la mano a la altura de la muñeca.

## Imágenes adicionales

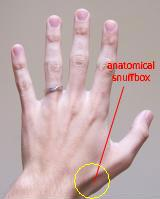
"tabaquera anatomica"
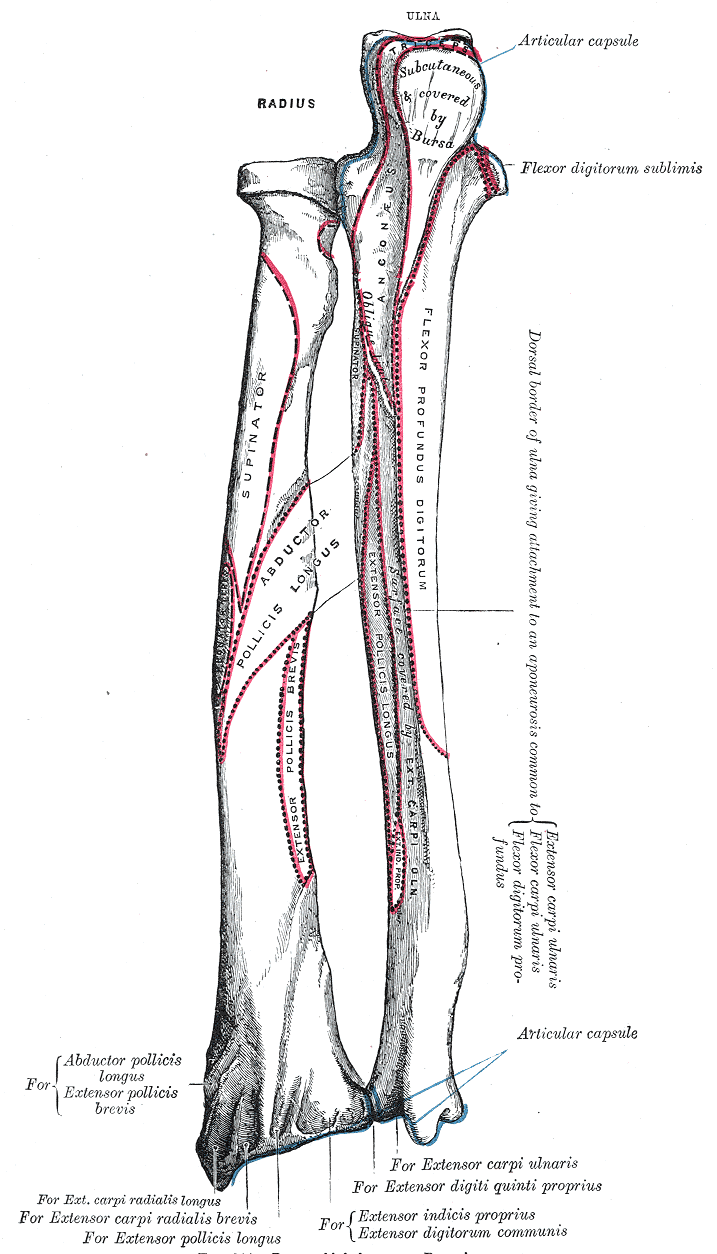
Huesos del antebrazo izquierdo, vista posterior.
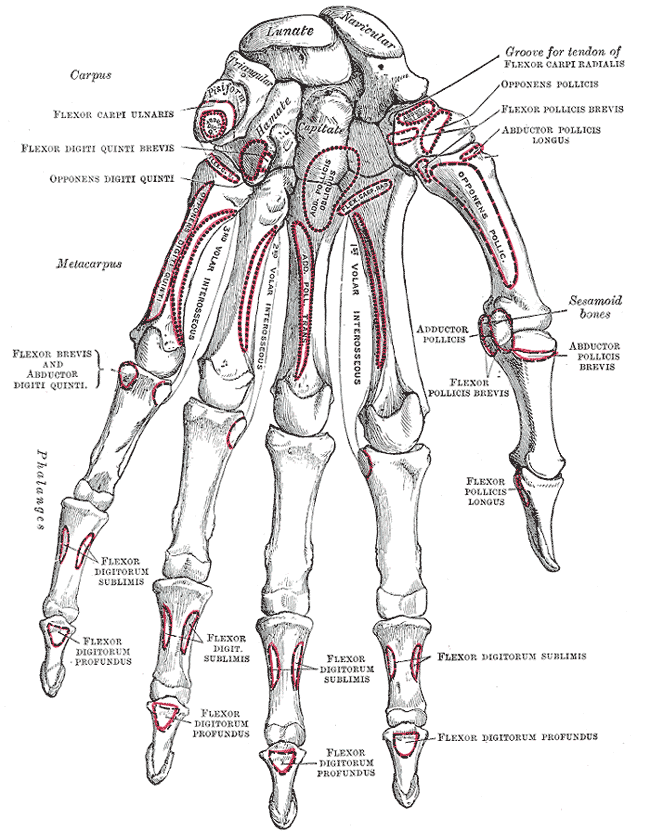
Huesos de la mano izquierda.
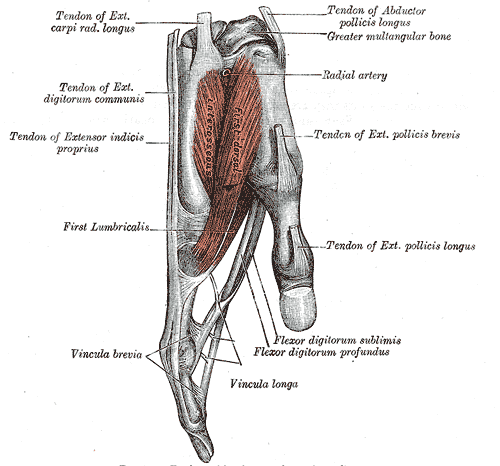
Tendones de los dedos.
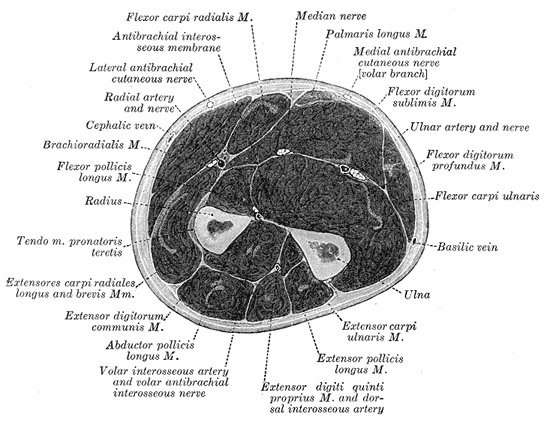
Corte a través de la mitad del antebrazo.
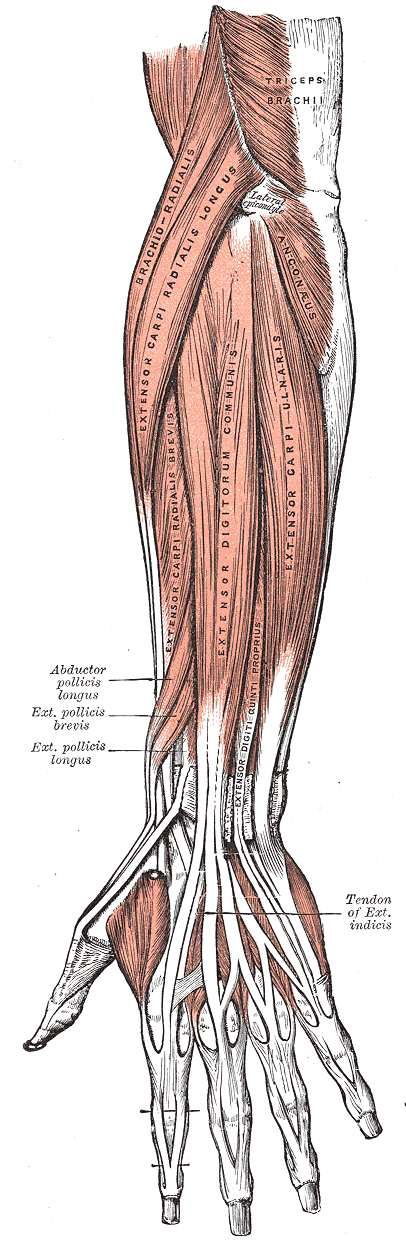
Superficie posterior del antebrazo, músculos superficiales,
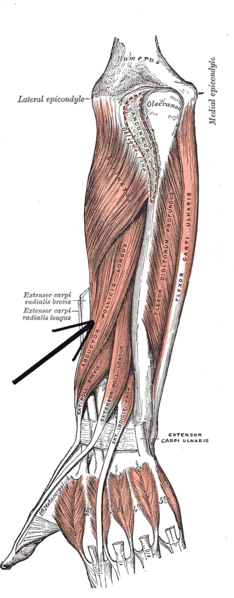
Superficie posterior del antebrazo, músculos profundos.
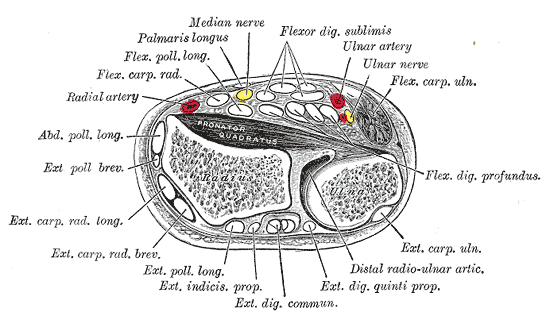
Sección transversal por la terminación distal del radio y el cúbito.
Sección transversal de la muñeca y los dedos.
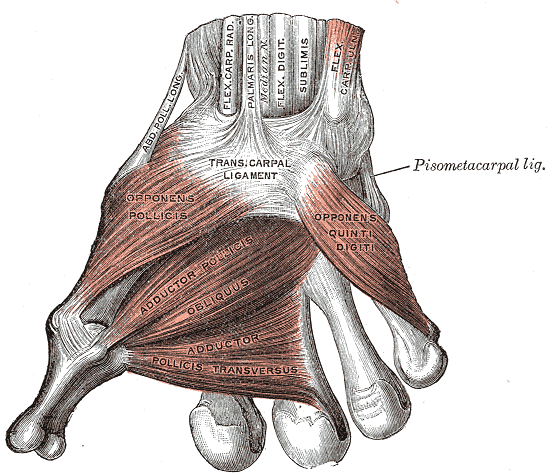
Músculos del pulgar.
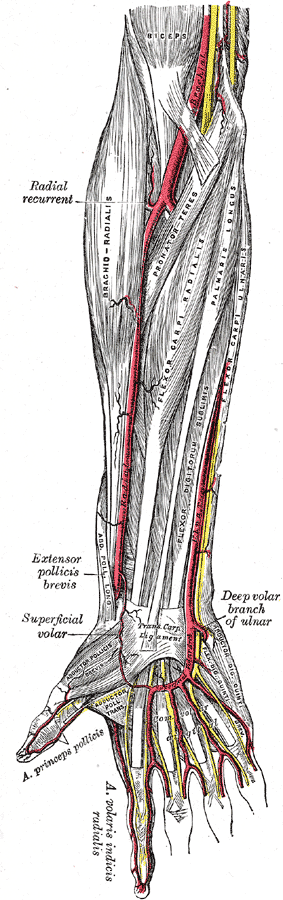
Arterias radial y cubital.
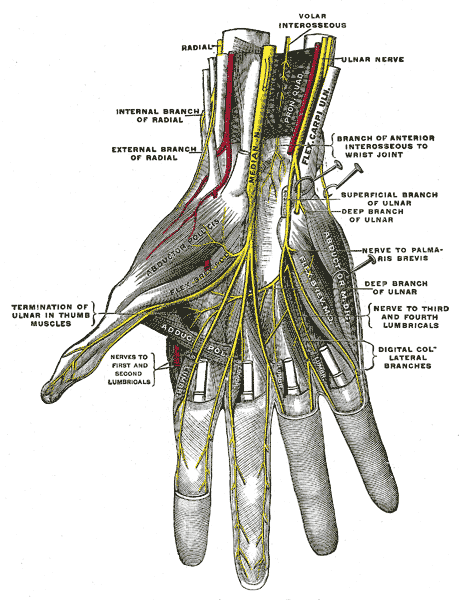
Nervios profundos de la palma de la mano.